# Philadelphia 76ers
A Philadelphia 76ers (vagy röviden Sixers) egy profi kosárlabdacsapat, amely az NBA Keleti főcsoportjában, az Atlanti csoportban játszik.